# Diamond Lil (cómic)
Diamond Lil (Lillian Crawley-Jeffries) es un personaje mutante ficticio que aparece en los cómics estadounidenses publicados por Marvel Comics. El personaje fue creado por el escritor y artista John Byrne para el curso de serie cómic Alpha Flight. Desde su debut, Diamond Lil ha sido interpretada como heroína y villana.

## Biografía ficticia

### Gamma Flight
Poco se sabe sobre Lillian Crawley antes de unirse al Programa Vuelo de Canadá, aunque se sabe que nació en Yellowknife, Territorios del Noroeste y que más tarde trabajó como camarera. Dada la naturaleza de sus poderes, era una de las principales candidatas para Alpha Flight, pero fue incluida en el grupo de entrenamiento de tercer nivel conocido como Gamma Flight. Cuando el gobierno perdió la financiación y cerró los programas de vuelo, Lil desapareció del mapa sin dejar rastro.

### Omega Flight
Poco después, un hombre llamado Jerome Jaxon, un viejo rival del líder Guardián de Alpha Flight, reunió a los exmiembros de Gamma Flight y formó su propio equipo con la esperanza de aplastar al equipo canadiense de superhéroes. Fueron llamados Omega Flight. Lil pudo derrotar fácilmente a Snowbird, pero Chamán descubrió que su debilidad era su mente. Puede que ni siquiera hubiera sido derrotada si no fuera por un desafortunado giro de los acontecimientos; Durante la batalla, el traje de Guardián funcionó mal y explotó, supuestamente matando al hombre.
La asistente androide de Jaxon, Delphine Courtney, volvió a montar Omega Flight poco después de la muerte de su creador con el propósito de aplastar finalmente Alpha Flight. Lil y sus compañeros de equipo lucharon contra Alpha Flight en West Edmonton Mall y lograron derrotar a los héroes. Sin embargo, en otro desafortunado evento, Delphine Courtney dio la vuelta a la bolsa de medicinas de Chamán, creando un vórtice que consumió toda la realidad. Omega Flight intentó correr, pero su escape fue bloqueado por Madison Jeffries. Después de desmantelar a la mujer robótica con sus poderes de fusión mecánica, Jeffries le dijo a Omega Flight que a pesar de que su comportamiento había sido modificado por un chip de computadora en el cuerpo de Delphine, todavía eran cómplices del asesinato. Esto resultó en que todos los miembros de Omega Flight fueran encarcelados.

### Alpha Flight
Varios meses después, Lil recibió una llamada del gobierno que deseaba que se uniera a un nuevo equipo canadiense de primer nivel sancionado usando el nombre Gamma Flight a cambio de un perdón total por sus crímenes pasados. Ella aprovechó la oportunidad; sin embargo, su llegada no fue oportuna. Alpha Flight, ahora dirigido por la esposa de Guardian, Heather Hudson, también llamada Guardian, se enfrentaba a una invasión mística de Llan el Hechicero. Los Alphans reclutaron a Gamma Flight para ayudarlos en la terrible experiencia y se quedaron varados en un plano interdimensional llamado The Crossroads. Guardian no estaba muy contento de estar atrapado con la mujer que ayudó a asesinar a su esposo, pero los dos resolvieron sus diferencias después de viajar a través de muchas realidades para encontrar el camino a casa. Lil también intentó renovar su relación con Madison Jeffries en este momento.
Con Alpha Flight, junto a los Vengadores y Súper Soldados Soviéticos, luchó contra el ejército Atlante, el Cuerpo de Paz y el Combine.
El gobierno se acercó a Madison Jeffries con una misión secreta, en la que Lil intervino para ayudar. Implicó derribar una pieza de experimentación tecnológica deshonesta que salió mal y que estaba causando muchos problemas a Roxxon, un gran fabricante del gobierno. Junto con Windshear y Forja, descubrieron que este ser era, de hecho, un Guardián que se había unido a partes de su traje durante la explosión, convirtiéndolo en un cyborg. Roxxon había manipulado aún más su cuerpo y le había agregado componentes tecnológicos con la esperanza de usarlo para sus propósitos. Alpha Flight y Wolverine también lucharon contra el Amo del Mundo en este momento.
Después de que lo liberaron, los Alphans decidieron que necesitaban cambiar su alineación. Lil era una de las candidatas para la lista principal y demostró ser digna de ese puesto, no quería separarse de su amor. Sin embargo, este no era un buen momento para ella, ya que encontró un bulto en su seno izquierdo, creyendo que era cáncer. Su mutación era ahora una maldición, ya que ningún bisturí podía cortar su piel impenetrable para realizar una biopsia del bulto. Diamond Lil y Vindicator fueron atacados por Escorpión, Búho, Asp y Nekra durante los actos de venganza.
Poco después, una colección de cazarrecompensas alienígenas llamada Consorcio llegó a Canadá en busca de una entidad misteriosa llamada Kismet. Junto a Alpha Flight y los Vengadores, defendió a Kismet contra los cazarrecompensas. En una pelea con uno de los extraterrestres, la piel de Lil fue cortada por su láser. Al ver esto como su oportunidad de esperanza, Lil persiguió al alienígena y arrancó el láser injertado de su cuerpo. El departamento de tecnología del Departamento H encontró una manera de modificar el láser con fines quirúrgicos y pudo realizar una biopsia del bulto, que resultó ser un quiste infectado lleno de sangre coagulada y no de cáncer.
En una batalla posterior contra su enemigo Diablo, Madison resultó gravemente herido. Lil se negó a dejar su lado a pesar de que se enfrentaban a una muerte segura, y en ese momento profesaron su amor el uno por el otro. Madison le pidió a Lil que se casara con él si lograban salir con vida, a lo que ella estuvo de acuerdo. La pareja sobrevivió y anunció su compromiso, así como su retiro de la vida de héroe, al resto del equipo.

### Matrimonio y jubilación
Sin embargo, las cosas no fueron tan fáciles como parecían. Aunque se habían retirado de la vida de héroe, Madison lo extrañaba demasiado. A veces se escapaba de la casa a altas horas de la noche con su uniforme de Boxbot o corría en ayuda de Alpha Flight cuando su presencia ni siquiera era necesaria. Esto causó mucha tensión en el matrimonio de la pareja, y Lil incluso amenazó con divorciarse de él si no cambiaba. Sin embargo, poco después la pareja se vio obligada a esconderse cuando el gobierno canadiense aprobó una Ley de Registro de Superhéroes.
Más tarde, cuando el gobierno decidió reiniciar los programas Flight (nuevamente), Madison se unió a la lista activa, lo que enfureció a Lil. Un día decidió hacerle una visita a la sede del Departamento H, pero fue secuestrada por el científico jefe del Departamento H para ser un sujeto de prueba para sus experimentos. El gobierno había cambiado desde la última vez que Lil había existido y no estaba por encima de lavarles el cerebro a los Alphans cuando habían aprendido demasiada información. De hecho, Madison había sido secuestrada por los miembros del Zodiac, convirtiéndose en el próximo Géminis y no lo recordaban. De hecho, los Alphans tardaron varias semanas en encontrar a Lil, que había sido infectada con un virus grave para probar sus efectos. Afortunadamente, los poderes de Lil la salvaron de morir y el virus fue contenido una vez que fue rescatada.

### Cautiva del Arma X
En una serie de eventos desconocidos, Lil terminó capturada por el renovado programa Arma X. Cuando entró por primera vez al campo de concentración, intentó incitar a una revuelta junto con Random. Sin embargo, la pareja no sabía que el campamento había sido cubierto por los poderes amortiguadores de Leech y fueron severamente golpeados por los guardias.
Más tarde, cuando el programa Arma X estaba a punto de ser descubierto, los responsables intentaron borrar toda la información que lo rodeaba matando a la mayoría de los prisioneros. Durante el evento, ocurrió el Día M, pero Lil sobrevivió y escapó durante los disturbios.

### Post-M-Day
Después de los eventos del Día M, Cyclops ofreció refugio a todos los mutantes restantes y Lil huyó al Instituto Xavier en busca de protección. Sin embargo, se puso muy insatisfecho con la forma en que la Oficina Nacional de Emergencia (O * N * E *) era el manejo de la situación y fue uno de los muchos a abandonar los terrenos de la propiedad con la figura mutante mesías Señor M.
Finalmente, Lil se muda a Utopia, junto con el resto de la población mutante del mundo, donde intenta reavivar su matrimonio con Madison Jeffries.

### Necrosha
El Círculo Interior de Selene invade Utopía para obtener un cuchillo místico para que Selene pueda convertirse en una diosa. Lil intenta atacarlos después de atender a un Iceman herido. Ella es asesinada por Mortis con un toque, dejando a Madison devastado. Más tarde es enterrada en el mar, Madison usa sus poderes mutantes para crear un ataúd de vidrio para ella.

## Poderes y habilidades
Lillian Crawley es una mutante cuyos poderes le conceda un homeostático bio aura, lo que perpetúa continuamente un campo impenetrable alrededor de todas las partes de su cuerpo (incluso aquellos que se retiran, como un mechón de pelo) los hace impermeables a todas las formas de violencia física y energía ataques; sin embargo, es vulnerable a los ataques telepáticos. Un ejemplo del alcance de sus poderes es que solo un mechón de su cabello es extensible lo suficiente como para ser usado para asfixiar a alguien. Aunque no tiene superfuerza, su cuerpo no absorbe la energía del impacto de sus puñetazos o patadas; en cambio, todo está dirigido a su objetivo, duplicando efectivamente la fuerza de sus golpes. La invulnerabilidad de Diamond Lil limita su capacidad para obtener percepciones sensoriales a través de su sentido del tacto.
Es una hábil combatiente cuerpo a cuerpo, que utiliza técnicas de lucha callejera.

## Otras versiones
En la historia de 2005 "House of M", Diamond Lil es una miembro de la Guardia Roja, que los ayudó en su lucha contra los Maestros del Mal de Capucha.